# Кутсало
Кутсало (Куутсало, фин. Kuutsalo, швед. Kutsalö) — крупный остров в юго-восточной Финляндии. Расположен в Финском заливе Балтийского моря к юго-востоку от города Котка, центр которого расположен на острове Котка, к юго-западу от города Хамина (Фредриксгамн), к востоку от острова Кукоури и к северу от острова Кирконма, близ границы с Россией. Административно относится к общине Котка в области Кюменлааксо.

## География и население
Площадь острова составляет 7,5 км², протяжённость в направлении с севера на юг — около 6 км, с запада на восток — 3 км. Наивысшая точка над уровнем моря примерно 20 м. Среднегодовая температура воздуха 5 °C. Самый тёплый месяц — август, когда средняя температура составляет 16 °C, самый холодный месяц — январь со средней температурой −5 °C.
В XVI веке остров был уже заселён. В 1920-х годах на острове постоянно проживало более 400 человек. Изначально основными занятиями жителей были рыболовство, судоходство и охота на тюленей, а также мелкое натуральное хозяйство. По мере развития промышленности, к 1940-м годам, основными видами деятельности стали лоцманская проводка, торговое мореплавание и судоходство.
В прошлом владение территорией острова делили семь семей: Аутио, Брунила, Мулли, Пийпари, Сеппяля, Суутари и Ванхала. Их потомки до сих пор обитают здесь и в основном владеют землями. В настоящее время на острове четыре деревни, поселения в которых сконцентрированы в плане жилья и судоходства: Сууркюля, Аутионкюля, Сумаринкюля и Муллинкюля.
По состоянию на 2012 год на территории острова насчитывалось 27 постоянных жителей и около 400 дачников.

## Пролив Руотсинсальми
В 1789—1790 годах близлежащие от острова воды пролива Руотсинсальми были местом двух сражений русско-шведской войны.

## Станция беспроводной связи
В январе 1900 года на острове была установлена станция беспроволочного телеграфа для организации связи между островом Гогланд и Коткой, откуда шла линия проводного телеграфа до Санкт-Петербурга. Связь станции с Коткой осуществлялась по телефонной линии. Вся линия связи требовалась для содействия операции по спасению броненосца «Генерал-адмирал Апраксин». Руководителем работ по возведению станции и осуществлению связи был офицер императорского флота А. А. Реммерт. Настройкой аппаратуры занимался А. С. Попов.
В память об этих событиях на острове Кутсало на месте бывшей станции была установлена мемориальная плита с надписями на финском и русском языках и изображением герба города Котки. В Котке в 1963 году открылся павильон с экспозицией, посвящённой А. С. Попову, а в 1970 году были установлены гранитный памятник А. С. Попову работы русского скульптора Б. Д. Рябичева и финского архитектора Л. Хейнявена и памятная стела с надписями на русском и финском языках.